# Antigape
Antigape er en kortfilm fra 2007 instrueret af J. Toubro efter eget manuskript.

## Handling
^Biblen er sgu da en børnebog!^